# Albin Kurti
Albin Kurti (Pristina, 24 maart 1975) is een Kosovaars-Albanees politicus en activist. Hij is sinds 22 maart 2021 de premier van Kosovo. Hij is leider van de Kosovaarse politieke partij Levizja Vetëvendosje. 

## Levensloop

### Jeugd
Kurti werd op 24 maart 1975 geboren in Pristina, destijds het voormalige Joegoslavië, nu Kosovo, uit een Albanese vader en een Kosovaars-Albanese moeder. Hij beschikt over zowel een Kosovaars als een Albanees paspoort. Zijn vader is een in Montenegro geboren Albanees. Zijn moeder is een Albanese uit Pristina. ZIjn vader was een ingenieur, terwijl Kurti’s moeder een lerares van beroep was. In 1993 studeerde Kurti aan de Faculteit der Ingenieurswetenschappen aan de Universiteit van Pristina. In 2003 behaalde hij zijn diploma in Computerwetenschappen.

### Beginjaren
Kurti kwam voor het eerst op de voorgrond in oktober 1997, als een van de leiders van de studentenprotesten in Kosovo. Albanese studenten protesteerden destijds tegen de bezetting van de universiteitscampus door de Joegoslavische politie. De protesten werden met geweld neergeslagen, maar de studenten en Kurti stopten het verzet niet en organiseerden de daaropvolgende jaren meerdere protesten. In juli 1998 trad Kurti toe tot het Bevrijdingsleger van Kosovo als assistent van de politieke vertegenwoordiger Adem Demaçi. In april 1999, tijdens de Operatie Allied Force, werd Kurti gearresteerd en geslagen door Joegoslavische troepen. Hij werd eerst naar een gevangenis in de buurt van Istog gestuurd, maar toen het Servische leger zich terugtrok uit Kosovo, brachten ze hem op 10 juni 1999 over naar een gevangenis in Požarevac. Later dat jaar werd hij beschuldigd van "het in gevaar brengen van de territoriale integriteit van Joegoslavië en samenzwering om een vijandelijke activiteit te plegen die verband houdt met terrorisme". Hij werd veroordeeld tot een gevangenisstraf van 15 jaar.
In december 2001, na de ondergang van het Milošević-regime, werd Kurti - vanwege internationale druk - vrijgelaten door de Servische premier Vojislav Koštunica. Na zijn vrijlating organiseerde Kurti geweldloze protesten voor oorlogsslachtoffers en de onafhankelijkheid van Kosovo. Hij was een activist voor het "Action for Kosovo Network" (AKN), dat in 1997 werd opgericht en zich richtte op mensenrechten en sociale rechtvaardigheid, onderwijs, cultuur en kunst. Bovendien was hij een felle tegenstander van corruptie en van de UNMIK.

### Politieke carrière
Uit de AKN-beweging vloeide op den duur de politieke partij 'Vetëvendosje!' (Zelfbeschikking) voort. In 2010 stelde Kurti zichzelf kandidaat als premier. Zijn partij behaalde slechts 12,69% van de stemmen en 14 van de 120 zetels in het parlement van Kosovo. Op 14 januari 2012 organiseerde Vetëvendosje! een vreedzame demonstratie, maar de politie gebruikte hierbij geweld, naar verluidt op bevel van de Kosovaarse premier Hashim Thaçi en minister van Binnenlandse Zaken Bajram Rexhepi, waarmee het Akkoord van Brussel van 2013 tussen Kosovo en Servië werd geschonden. Kurti werd hierbij uit het parlement geëscorteerd.
In 2014 stelde hij zich opnieuw kandidaat voor het premierschap, maar Vetëvendosje! werd net als in 2010 opnieuw de derde partij en behaalde slechts 16 zetels. In november 2015 werd Kurti gearresteerd vanwege massaprotesten waarbij traangas werd gebruikt.
Bij de verkiezingen van 2017 behaalde Vetëvendosje! ruim 200.000 stemmen (27,5% van alle stemmen), waarmee het de grootste politieke partij in Kosovo werd met 32 zetels. Kurti was de politicus met de meeste voorkeursstemmen. Op 3 januari 2018 werd Kurti veroordeeld tot 1 jaar en 6 maanden gevangenisstraf met uitstel voor zijn rol bij het inzetten van het traangas in 2015.
Premier Ramush Haradinaj trad in juli 2019 af, wat ertoe leidde dat er vervroegde verkiezingen plaatsvonden in Kosovo. Bij deze verkiezingen kreeg Kurti's partij 221.001 stemmen (26%) - of 29 zetels - waarmee het de grootste politieke partij in Kosovo bleef. Begin februari 2020 werd hij - met 66 van de 120 stemmen - premier van Kosovo. Het kabinet-Kurti ging door als interim-regering tot 3 juni 2020, toen Avdullah Hoti werd gekozen als de volgende premier.
Op 26 januari 2021 werd Kurti door het klachtenpanel van Kosovo uitgesloten van deelname aan de Kosovaarse parlementsverkiezingen van 2021, omdat hij minder dan drie jaar voorafgaand aan de verkiezingen was veroordeeld voor een misdrijf. Desondanks won zijn partij in deze verkiezingen 50,28% van de stemmen. Kurti werd op 22 maart 2021 voor de tweede keer tot premier van Kosovo gekozen, waarbij 67 leden van het parlement voor stemden en 30 leden tegen stemden.

### Privé
Kurti heeft een dubbele nationaliteit: Kosovaars en Albanees.
Kurti is gehuwd met de Noorse Rita Augestad Knudsen. Samen hebben ze een dochtertje Lea.
Naast het Albanees spreekt Kurti vloeiend het Servo-Kroatisch, Frans en Engels.
- Gemeinsame Normdatei: 1105503399
- International Standard Name Identifier: 0000 0004 9584 052X
- Library of Congress Control Number: n2017005915
- Virtual International Authority File: 26146824921907631218
- WorldCat: E39PBJcKGkcVFkPcwy4hjQCfbd